# Ostuni
Ostuni város (közigazgatásilag comune) Olaszország Puglia régiójában, Brindisi megyében.

## Fekvése
Brindisitől északnyugatra fekszik, az Adriai-tenger partjától 8 km-re a Salento dombos vidékén.

## Története
Ostuni területét már a kőkorszakban lakták. A legendák szerint a várost a messzápok alapították, majd a pun háborúkban Hannibal seregei elpusztították. Görög telepesek építették újra „Asto Néon” név alatt, melynek jelentése „új város”. A rómaiai idején Sturninum néven volt ismert. A Nyugat-római birodalom bukása után a Leccei Grófság, majd a Tarantói Hercegség része lett. 1507-ben a Sforzák vezetése alatt átkerült a Bari Hercegség fennhatósága alá. Ebben az időszakban élte a virágkorát. Ekkor épültek ki a tengerparton a török kalózok támadásai ellen a Pozzella, Pylon és Villanova őrtornyok.

## Népessége
A lakosság számának alakulása:

## Látnivalók
Ostuni óvárosa, egyben citadellája, „La Città Bianca”  (azaz Fehér város) név alatt ismert, amit fehérre meszelt épületeinek köszönhet. Legjelentősebb épületei a katedrális és a Püspöki Palota valamint néhány nemesi palota (Aurisicchio, Ayroldi, Bisantizzi, Falghieri, Ghionda, Giovine, Jurleo, Marseglia, Palmieri, Petrarolo, Siccoda, Urselli, Zaccaria).
A város területén kívül található a Masseria di San Domenico, egy erődített birtok, amelyet valaha a máltai lovagrend birtokolt.